# Mimidae
Famille
Les Mimidae sont une famille de passereaux qui comprend 10 genres et 34 espèces de moqueurs et de trembleurs qui se répartissent sur les zones néarctique et néotropicale.

## Position systématique
Constituant traditionnellement une famille indépendante (les Mimidae), la Classification de Sibley et Monroe l'a intégrée dans celle des sturnidés dont elle constitue une des 2 tribus.
Le genre Dumetella est parfois classé dans une famille particulière.
Le Congrès ornithologique international a fusionné les espèces des genres Mimodes et Nesomimus dans le genre Mimus.

## Origine des noms
Le nom de cette tribu, comme celui de l'ancienne famille des mimidés,  vient du genre Mimus qui désigne en latin, un acteur de foire, un mime ou un imitateur. Ce dernier talent est précisé dans le nom de l'espèce Mimus polyglottos dont le  répertoire comporte des imitations de chants d'oiseaux mais aussi des aboiements.
Le nom français moqueur comme l'anglais mockingbird indique le sentiment de l'auditeur à l'écoute de ce chant.

## Liste alphabétique des genres
- Allenia (1 espèce)
- Cinclocerthia G.R. Gray, 1840 (2 espèces)
- Dumetella C.T. Wood, 1837 (1 espèce)
- Margarops P.L. Sclater, 1859 (1 espèce)
- Melanoptila P.L. Sclater, 1858 (1 espèce)
- Melanotis Bonaparte, 1850 (2 espèces)
- Mimus Boie, 1826 (14 espèces)
- Oreoscoptes S.F. Baird, 1858 (1 espèce)
- Ramphocinclus Lafresnaye, 1843 (1 espèce)
- Toxostoma Wagler, 1831 (10 espèces)

## Liste des espèces
D'après la classification de référence (version 5.2, 2015) du Congrès ornithologique international (ordre phylogénique) :

## Référence
- (en) Congrès ornithologique international : Mimidae dans l'ordre Passeriformes